# Xã Osage, Quận Morgan, Missouri
Xã Osage (tiếng Anh: Osage Township) là một xã thuộc quận Morgan, tiểu bang Missouri, Hoa Kỳ. Năm 2010, dân số của xã này là 6.175 người.